# Сигнал и Дечо Таралежков
Сигнал и Дечо Таралежков е петият албум на българската рок група Сигнал, направен съвместно с композитора и аранжор Дечо Таралежков. Издаден е от Балкантон през 1984 г.

## Списък на песните
1. Когато съм на път
2. Думите
3. Хиляда и една нощ
4. Има ли те, няма ли те
5. Диктовка
6. Довиждане
7. Полюси
8. Ако за миг
9. Есенно завръщане
10. Странен сън